# Alfredo Keil
Alfredo Keil (Lisboa, 8 de julio de 1850 — 1907) fue un compositor de música, pintor, poeta, arqueólogo y coleccionista de arte portugués.

## Vida
Nació en Lisboa, el 8 de julio de 1850. Hijo de João Cristiano Keil y Maria Josefina Stellflug, ambos de origen alemán radicados en Portugal.
Realizó sus estudios de enseñanza secundaria en Alemania, en pleno Romanticismo, tal vez haya sido esta la razón por la que el autor se oponía a las tendencias ya implantadas en Europa. Estudió diseño de música en Núremberg, en una academia dirigida por Wilhelm von Kaulbach.
En 1870, debido a la Guerra Franco-Prusiana regresó a Portugal. En 1890, el ultimátum inglés a Portugal ofreció a Alfredo Keil la inspiración para la composición de la Marcha A Portuguesa con versos de Henrique Lopes de Mendonça. El canto se hizo popular en todo el país y más tarde fue escogida como el Himno Nacional de Portugal.
Se casó con Cleyde Maria Margarida Cinatti, de padres italianos, con quien tuvo cuatro hijos. 

## Arte y obra

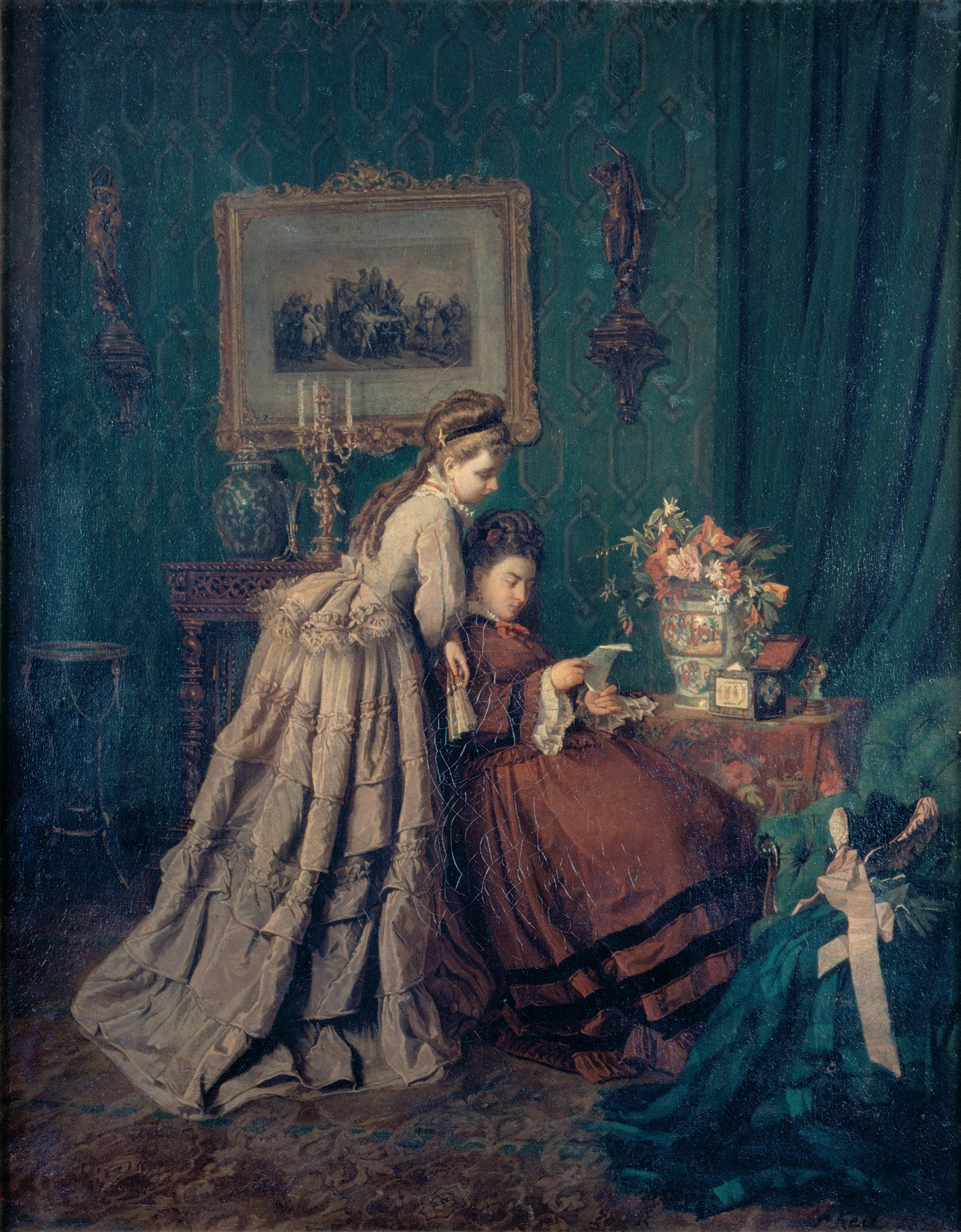
La carta (1874), óleo sobre lienzo.

Fue un pintor del Romanticismo, en una época en la que el arte estaba dirigido hacia el realismo. Músico y compositor lírico, escritor y poeta, Keil no fue un pintor a tiempo completo, sin embargo tampoco era un pintor ocasional, pues pintaba regularmente y dejó casi un centenar de cuadros con impresiones finas y delicadas y de excelente calidad.
Era un pintor de paisajes, sin embargo, también pintó otros temas como el cuadro Leitura de uma carta, de 1874 y que fue recibido con entusiasmo, tanto por la aristocracia entonces dominante, como por los burgueses adinerados.
Su trabajo encontró un amplio segmento del mercado. En 1890 realizó una exposición individual en Lisboa, bastante concurrida. Esta fue una consagración en su país, después de las que había tenido en el extranjero.
En 1878 se inscribió para la exposición de París y en 1886 participó de la Exposición de Madrid recibiendo la Condecoración de la Orden de Carlos III.
En Portugal, su pintura fue opacada por el brillantismo con el que se destacó en la música y en la poesía. Fue en la música sin embargo en la que tuvo mayor reconocimiento, habiendo compuesto el Himno Nacional de Portugal. Entre los libros que publicó se destaca Tojos e Rosmaninhos , poemario publicado en 1908. Obra inspirada en las leyendas y tradiciones de Ferreira do Zêzere, villa en la cual Keil, José Campas, José Ferreira Chaves, Teixeira Lopes, Taborda (actor), António Saúde, Simões de Almeida, y el propio rey D.Carlos I y muchos otros artistas del final del siglo XIX se hospedaron.
Como compositor fue reconocido por su óperas Dona Branca, Irene y Serrana, entonces considerada la mejor ópera portuguesa.